# Ete
Ete är en ort i Ungern.   Den ligger i provinsen Komárom-Esztergom, i den västra delen av landet, 70 km väster om huvudstaden Budapest. Ete ligger 180 meter över havet och antalet invånare är 593.
Terrängen runt Ete är platt. Runt Ete är det ganska tätbefolkat, med 96 invånare per kvadratkilometer. Närmaste större samhälle är Oroszlány, 18,4 km öster om Ete. I omgivningarna runt Ete växer i huvudsak lövfällande lövskog.